# Abrawayaomys
Abrawayaomys (Souza Cunha & Cruz, 1979) è un genere di roditori della famiglia dei Cricetidi.

## Descrizione

### Dimensioni
Al genere Abrawayaomys appartengono roditori di piccole dimensioni, con lunghezza della testa e del corpo tra 116 e 135 mm, la lunghezza della coda tra 85 e 133 mm e un peso fino a 55 g.

### Caratteristiche craniche e dentarie
Il cranio è robusto e presenta un rostro corto e largo, la scatola cranica arrotondata e dei fori palatali relativamente grandi. Le placche zigomatiche sono larghe, mentre la regione inter-orbitale ha i bordi convergenti e lievemente arrotondati. Gli incisivi possono essere ortodonti o proodonti, i molari sono brachiodonti, ovvero con una corona bassa e l'ultimo è notevolmente ridotto.
Sono caratterizzati dalla seguente formula dentaria:

### Aspetto
La pelliccia è corta, particolarmente rigida e spinosa sul dorso. Le parti dorsali sono brunastre mentre quelle ventrali variano dal grigio al biancastro. La testa è robusta, le orecchie sono piccole ed arrotondate. Le piante dei piedi sono provviste di sei cuscinetti carnosi, gli artigli sono parzialmente nascosti da ciuffi di peli. La coda è più corta della testa e del corpo e termina con un ciuffo di peli più o meno evidente. Le femmine hanno 3 paia di mammelle. Sono privi di cistifellea.

## Distribuzione
Il genere è diffuso nell'Argentina nord-orientale e nel Brasile sud-orientale.

## Tassonomia
Il genere comprende 2 specie.
- Abrawayaomys chebezi
- Abrawayaomys ruschii